# L'occhio dell'inferno
L'occhio dell'inferno (The eye of God) è un romanzo thriller scritto da James Rollins nel 2013.
È il decimo libro della serie sulla Sigma Force.

## Trama
Attila ha rinunciato alla conquista di Roma, ma rappresenta ancora un pericolo per il giovane cattolicesimo ed un intrigo internazionale lo porterà a morire. L'ultimo dono del Papa ad Attila non viene però più ritrovato, la misteriosa croce di San Tommaso è forse persa per sempre. Otto secoli dopo è il mongolo Gengis Khan a riprendere idealmente il progetto di Attila costituendo un impero immenso che amplia i confini di quello degli Unni.
È solo però ai giorni nostri che la necessità di ritrovare reliquie che si consideravano solamente oggetti di fede diviene fondamentale per la sopravvivenza del pianeta Terra.
"Il fato è un bastardo crudele e senza cuore."

## Edizioni
- James Rollins, L'occhio dell'inferno, Nord, 2013,  p. 432, ISBN 9788842923657.